# الهجوم على السفارة التركية في أوتاوا 1985
في 12 مارس 1985 هاجم عملاء الجيش الثوري الأرمني السفارة التركية في أوتاوا في كندا.
داخل السفارة، جمع المهاجمون رهائن، بينهم زوجة السفير التركي، وابنته المراهقة، وعاملين بالسفارة أي على الأقل 12 شخصًا. أسفر الهجوم عن مقتل شخص واحد هو ضابط الأمن المناوب كلود برونيل - طالب يبلغ من العمر 31 عامًا من جامعة أوتاوا - الذي أطلق النار على المسلحين فأُردي قتيلًا، فقتل على الفور.

## الخلفية
كان هجوم عام 1985 هو الهجوم الثالث على الدبلوماسيين الأتراك في أوتاوا من قبل مسلحين أرمن خلال ثلاث سنوات: في أبريل 1982، أصيب المستشار التجاري للسفارة، كاني غونغور، بإطلاق النار وإصابته بجروح خطيرة في مرآب للسيارات. سرعان ما حصل الجيش الأرمني السري لتحرير أرمينيا على الفضل في الهجوم، الذي أصاب الملحق بالشلل. بعد أربعة أشهر، في أغسطس 1982، قُتل الملحق العسكري بالسفارة، الكولونيل أتيلا ألكات، بالرصاص أثناء توجهه إلى عمله. أعلنت الكوماندوز العدالة ضد الإبادة الجماعية للأرمن مسؤوليتها. بالإضافة إلى ذلك، وقعت هجمات أخرى من قبل الأرمن على أهداف تركية، وخاصة الدبلوماسيين، في دول أخرى خلال الفترة 1973-1994.

## الهجوم
بدأ اقتحام السفارة في شارع فورتمبرغ، في الحي الذي تقع به السفارة بأوتاوا على بعد كيلومترين شرق تل البرلمان، قبل الساعة السابعة صباحًا بوقت قصير عندما وصل ثلاثة مسلحين في شاحنة نقل مستأجرة إلى بوابة السفارة. لقد تسلق المسلحين البوابة الأمنية وبدأوا في إطلاق النار على الكوخ الأمني المضاد للرصاص. لقد كان ضابط الأمن كلود برونيل، وهو طالب يبلغ من العمر 31 عامًا من جامعة أوتاوا، في الخدمة. وبمجرد بدء الهجوم، استدعى برونيل رمز الطوارئ وترك الكوخ لمواجهة المسلحين حيث أطلق أربع طلقات على المسلحين وتلقى رصاصتين في صدره، مما أدى إلى مقتله على الفور.
وباستخدام قنبلة محلية الصنع قوية، فجر المسلحون الباب الأمامي الثقيل للمبنى المكون من طابقين على طراز تيودور ومكتب السفارة. وبمجرد دخولهم، بدأوا في إلقاء القبض على الرهائن، بما في ذلك زوجة السفير التركي وابنته المراهقة وموظفي السفارة - وهم على الأقل 12 شخصًا. هرب السفير جوشكون كيرجا، الدبلوماسي المخضرم الذي يتمتع بخبرة الأمم المتحدة، والذي كان في كندا منذ أقل من عامين، من خلال القفز من نافذة الطابق الثاني في الجزء الخلفي من السفارة حيث كسر ذراعه اليمنى وساقه اليمنى وحوضه.
كان رد الشرطة شبه فوري. وفي غضون ثلاث دقائق، كان الضباط في المكان. وبعد أربع ساعات، أطلق المسلحون جميع الرهائن واستسلموا - لقد ألقوا أسلحتهم وخرجوا من المبنى بأيديهم المرفوعة، وطلبوا فقط ألا تطلق عليهم الشرطة النار. وفي وقت سابق، طالبوا في محادثاتهم الهاتفية مع الصحفيين، بأن تعترف تركيا بالإبادة الجماعية للأرمن لعام 1915 و«إعادة الأراضي الأرمنية التي صادرتها تركيا» مقابل إطلاق سراح رهائنها. أخبر المسلحون، الذين قالوا إنهم أعضاء في الجيش الثوري الأرمني شرطة أوتاوا أنهم اقتحموا السفارة التركية «لجعل تركيا تدفع ثمن الإبادة الجماعية للأرمن» عام 1915.

## لائحة الاتهام والمحاكمة
تم توجيه الاتهام إلى المهاجمين - كيفورك مارشيليان، 35 عامًا من لاسال بكيبك، ورافي بانوس تيتزيان، 27 عامًا، من سكاربورو بأونتاريو، وأوهانس نوباريان، 30 عامًا، من مونتريال - بقتل برونيل من الدرجة الأولى خلال الهجوم على السفارة التركية. كما واجهوا اتهامات بمهاجمة مقر دبلوماسي، وتعريض حياة وحرية السفير كوسكون كيركا، للخطر، واستخدام تفجير للدخول إلى السفارة، وحيازة القنابل اليدوية والبنادق اليدوية والبنادق.
قال تشاهي فيليب أرسلانيان، محامي اثنين من المتهمين، أن موكليه «غير مذنبين». وقال أرسلانيان للصحفيين «من الواضح أنه بالتأكيد لم يكن عملًا إجراميًا ولكنه عمل سياسي.» وبعد مرور عام وفي 14 أكتوبر 1986، تم محاكمة الرجال الثلاثة. تداولت هيئة محلفين في المحكمة العليا في أونتاريو لمدة 8 ساعات قبل أن تثبت إدانة نوباريان ومارشيليان وتيتيزيان بارتكاب جريمة قتل من الدرجة الأولى. فرض القاضي ديفيد وات عقوبة السجن مدى الحياة دون أي إمكانية للإفراج المشروط لمدة 25 عامًا.
بعد أن أصدرت هيئة المحلفين حكمها ورُفض، أخبر نوباريان المحكمة أن ما فعله الثلاثة «انطلق من المثل العليا الوطنية التي شاركناها، ومع ذلك، فقد حدث شيء غير مرغوب فيه ومؤسف وتوفي السيد برونيل، مما أدى إلى تشويش أهدافنا، وكذلك أدى إلى اضطهادنا ومحاكمتنا كمجرمين بسيطين. لكن حبس الأفراد لن يضر بالقضية الأرمنية. الأفراد بشر، لكن الأمة الأرمنية تعيش وطالما كانت حية فإنها ستطالب بحقوقها دائمًا.»
في فبراير 2005، قرر مجلس الإفراج المشروط الوطني الكندي السماح لأحد المتهمين، وهو مارشيليان، بزيارة أسرته لأول مرة منذ 20 عامًا. منحه مجلس الإدارة زيارتين على مدار الأشهر الستة التالية، كان عليه خلاله أن يرافقه موظف إصلاحيات.
تم إطلاق سراح مارشيليان ونوباريان من السجن في 19 فبراير 2010. تم إطلاق سراح رافي تيتزيان أيضًا خلال شهر أبريل 2010 وتم إرساله إلى أرمينيا في يوم إطلاق سراحه للانضمام إلى أسرته التي تعيش في أرمينيا.

## الآثار
كان الهجوم على السفارة التركية بمثابة إحراج دولي كبير لكندا. ولسنوات، طلب الدبلوماسيون الأجانب في أوتاوا من الحكومة الكندية تحسين الأمن ولكن دون جدوى. أعلنت تركيا أن أوتاوا هي واحدة من أخطر الأماكن في العالم بالنسبة للدبلوماسيين الأتراك. لقد احتاجت كندا لوحدة قادرة على هزيمة مجموعة متشددة من المسلحين. تم تجاهل هذه الحاجة حتى 12 مارس 1985، خلال الهجوم على السفارة التركية في أوتاوا. لقد غير هذا الحدث موقف الحكومة الكندية تجاه المسلحين وأدى إلى إنشاء فريق الاستجابة للطوارئ التابع لـ شرطة الخيالة الكندية الملكية.
حصل كلود برونيل على نجمة الشجاعة لتأخيره المهاجمين لفترة كانت كافية لهروب السفير التركي.